# Kostel Notre-Dame-des-Champs
Kostel Notre-Dame-des-Champs (tj. Panny Marie v Polích) je katolický farní kostel v 6. obvodu v Paříži na Boulevardu du Montparnasse.

## Historie
Nedaleko od dnešního kostela byly nalezeny pozůstatky římského chrámu věnovaného kultu boha Merkura. Po konverzi ke křesťanství v pařížské oblasti byl chrám zasvěcen Panně Marii pod názvem Notre-Dame-des-Vignes (Panna Marie ve Vinicích), neboť byl té v době obklopen vinicemi.
Francouzský král Robert Pobožný (996–1031) nechal kostel Notre-Dame-des-Vignes zvětšit, aby uctil místo, kde podle legendy kázal svatý Diviš poté, co dorazil do Lutetie.
Benediktini z opatství Noirmoutier přeměnili krátce poté kostel na převorství a přejmenovali ho na Notre-Dame-des-Champs. Z tato svatyně se dochovala jen krypta v suterénu budovy č. 25 na dnešní ulici Rue Henri-Barbusse. V roce 1604 benediktini přenechali klášter Notre-Dame-des-Champs vévodkyni Antoinette d'Orléans-Longueville, která sem pozvala karmelitány ze Španělska.
Během Velké francouzské revoluce byl klášter zrušen a kostel zničen. V roce 1858 se z farnosti Saint-Sulpice vyčlenila samostatná farnost, která obdržela jméno Notre-Dame-des-Champs a používala provizorní dřevěnou kapli v místě dnešních domů č. 153 a 155 na Rue de Rennes.
Současný kostel v novorománském slohu postavil architekt Léon Ginain (1825–1898). Základní kámen byl položen 17. března 1867 a 31. října 1876 byl kostel vysvěcen.